# Schönewörde
Schönewörde es un municipio situado en el distrito de Gifhorn, en el estado federado de Baja Sajonia (Alemania), a una altitud de 63 metros. Su población a finales de 2016 era de unos 900 habitantes y su densidad poblacional, 50 hab/km².
Se encuentra ubicado a poca distancia al oeste de la frontera con el estado de Sajonia-Anhalt, y muy cerca de las ciudades de Brunswick y Wolfsburgo.